# Los Indios Tabajaras
Los Indios Tabajaras fue un dúo de hermanos y guitarristas brasileños que ejecutaban música hispanoamericana, clásica y aborigen. Son considerados uno de los mejores duetos de música instrumental.

## Biografía
Los hermanos Mussapere y Herundy eran el tercer y cuarto de los treinta hijos del cacique Tabajara Mitanga. Nacidos en la selva profunda del estado de Ceará, en el noreste del Brasil. Los Tabajaras era una tribu indígena bastante pacífica, que vivía apartada de la civilización de aquel entonces, catalogada por ellos como los hombres blancos, a los que consideraban inferiores a ellos. Un día a finales de los años treinta, los hermanos Mussapere y Herundy encontraron en la tupida selva una guitarra, en el camino por donde había pasado una expedición de hombres blancos. Sin saber su utilidadñ, la llevaron a su vivienda y la tuvieron escondida aproximadamente dos semanas. Al analizar el instrumento más en profundidad y darse cuenta de que no se trataba de un arma de fuego, tras ser vista por los demás miembros de la tribu, los dos jóvenes indígenas la siguieron estudiando más detenidamente. Los sonidos que emitían las cuerdas mientras la exploraban con las manos acrecentaron aún más su curiosidad, y de una manera inexplicable, los hermanos aprendieron a tocar el instrumento, al que tomaron mucho cariño, llegando a tomar la decisión de dejar la tribu y adentrarse en la civilización de los hombres blancos para conocer el lugar de procedencia del instrumento musical.[cita requerida]
Su punto inicial fue Río de Janeiro, y en esta ciudad se ganaron rápidamente la simpatía del público, interpretando con sus manos inexpertas las canciones típicas de su tribu. Un buen día un pujante empresario teatral los observó detenidamente y los contrató para una gira por toda América del Sur, la que duró seis años. Luego llegaron a México, donde permanecieron una larga temporada. Tiempo después cambiaron su identidad y se pasaron a llamar Antenor y Natalicio Moreira Lima, bajo el epíteto de Los Indios Tabajaras. A partir de ese instante, decidieron dejar de lado sus presentaciones para tomar clases intensivas de guitarra. Cada uno tomó distintos profesores. Como resultado: Antenor se especializó en el acompañamiento y Natalicio, en la melodía.[cita requerida]

## El camino al éxito
Estudiaron posteriormente a los clásicos, y pronto añadieron a su repertorio musical nativo y brasilero, la música de Bach, Beethoven, Frédéric Chopin, Rimski-Kórsakov, Falla y Albéniz. Luego de dos años de estudio, debutaron nuevamente e iniciaron una nueva gira por las principales salas del continente americano, la que fue continuada por una larga gira a Europa, donde fueron aclamados después de sus magníficas actuaciones en Madrid, Barcelona, Roma, Atenas, Lisboa, París. Aprendieron a cantar y dominaron, aparte de su lengua natal, el italiano, alemán, griego, portugués y español, este último intensificado durante su gira por América.
En 1957, los jóvenes fueron llevados a la RCA Víctor por el productor Herman Díaz Jr. para que grabaran un larga duración, el que dedicaron especialmente a la música latinoamericana y melodías del Brasil. El feliz resultado fue su primera placa "María Elena", que tuvo más de 5,000 copias vendidas, y la composición de Lorenzo Barcelata que fue uno de los éxitos del año. Esta producción llegó a ocupar el 2° y 4° lugar en los cuadros de ventas. Mientras tanto, luego de la grabación, retornaron a Río de Janeiro, donde adquirieron una hacienda y permanecieron por seis años. En 1963 son localizados por la sucursal de la disquera en Brasil y los llevan de retorno a Nueva York, debido al rotundo éxito de María Elena, que fue utilizado como fondo musical de una radionovela. Grabaron así su segunda producción: "Always In My Heart". El éxito los hizo recorrer el mundo y sus grabaciones se hicieron aclamadas por todas las culturas.

## Grandes éxitos
Es difícil clasificar las interpretaciones logradas por este dueto de hermanos, que por espacio de cincuenta años han acompañado más de un momento de nuestras vidas con sus melodías. Un claro ejemplo son estas canciones consagradas:
Frenesí, Martha, Tema del tercer hombre, Amapola, El pájaro campana, El cóndor pasa, Recuerdos de la alhambra, María Elena, Begin The Beguine,No tengo lágrimas, Cuando vuelva a tu lado, El mar, Mamá yo quiero, Valse en C-Sharp, Lamento borincano, El Amor es una cosa esplendorosa, Johnny Guitar, Humo en tus ojos, entre muchas más.

## Discografía
| Serie        | Título                                   | Año         |
| STPL-515-080 | Popular and Folks Songs of South America | Vox Records |
| LSP-2822     | Maria Elena                              | RCA Víctor  |
| LSP-2912     | Always in My Heart                       | RCA Víctor  |
| LSP-2959     | Mellow Guitar Moods                      | RCA Víctor  |
| LSP-3413     | The Many-Splendored Guitars of...        | RCA Víctor  |
| LSP-3505     | Casually Classic                         | RCA Víctor  |
| LSP-3611     | Twin Guitars in a Mood for Lovers        | RCA Víctor  |
| LSP-3723     | Their Very Special Touch                 | RCA Víctor  |
| LSP-3905     | Fascinating Rhythms of Brazil            | RCA Víctor  |
| LSP-4007     | The Best of Los Indios Tabajaras         | RCA Victor  |
| LSP-4013     | In a Sentimental Mood                    | RCA Víctor  |
| LSP-4129     | Songs of the Islands                     | RCA Víctor  |
| LSP-4365     | Dreams of Love                           | RCA Víctor  |
| LSP-4496     | The Very Thought of You                  | RCA Víctor  |
| LSP-4615     | What the World Needs Now                 | RCA Víctor  |
| AFL 1-3990   | Beautiful Sounds                         | RCA Víctor  |
| AFL1-4273    | Music for Romance                        | RCA Víctor  |
| AFL 1-4649   | Guitars on the Go                        | RCA Víctor  |
| APL 1-0210   | Play Favorite Movie Themes               | RCA Víctor  |
| AP 1-1033    | Secret Love                              | RCA Víctor  |